# あなたに (MONGOL800の曲)
「あなたに」は、MONGOL800の楽曲。作詞は、上江洌清作、作曲は、MONGOL800。 

## 概要
これまでシングル化されたことはないが、MONGOL800の代表曲であり、さらに様々なアーティストにカバーされている。
ライオン「トップ」のCM曲として使用されたことがきっかけで、収録アルバム『MESSAGE』が大ヒットを記録。
2008年4月公開の映画『うた魂♪』のラストシーンの合唱曲として使用された。2012年にはフジテレビ系テレビドラマ『遅咲きのヒマワリ〜ボクの人生、リニューアル〜』のオープニング曲としてメインキャスト7名によるカバーとして起用されている。
また、林きららが編曲した、混声合唱版も存在する。

## カバー
- 沢知恵
- 大山百合香
- 加藤登紀子
- 新垣結衣
- アンドリューW.K.
- SISTER KAYA
- アイコ（advantage Lucy） - イオン「みんなのゆかた」CF曲。
- 生田斗真・真木よう子・桐谷健太・香椎由宇・柄本佑・木村文乃・国仲涼子 - ドラマ『遅咲きのヒマワリ〜ボクの人生、リニューアル〜』（フジテレビ）オープニング。
- LinQ
- フェイバリットソング合唱団 - アルバム『いつも口ずさんでた歌を合唱でカヴァーしてみた』（2013年4月17日）収録。
- RIP SLYME - MONGOL800トリビュートアルバム『800TRIBUTE -champloo is the BEST!!-』 (2014年10月8日)に収録。
- 菅田将暉・中条あやみ - 2019年1月、トヨタ自動車「カローラスポーツ」のCMでカバー。
- 小さな恋のうたバンド（佐野勇斗、森永悠希、山田杏奈、眞栄田郷敦、鈴木仁） - 映画『小さな恋のうた』劇中歌。2019年5月22日発売のシングル『小さな恋のうた』に収録[1]。
- HAN-KUN - 2019年5月29日、初カバーアルバム『Musical Ambassador』
- タニケン（谷本賢一郎） - アルバム『うたの店長さん～タニケンのすてきな歌がそろっています Suteki Song Shop～もうすぐおべんとう』（2019年8月21日）に収録。
- 高木さん（高橋李依） - TVアニメ『からかい上手の高木さん2』第8話エンディングテーマ。『「からかい上手の高木さん2」Cover Song Collection』に収録。
- Mrs. GREEN APPLE - MONGOL800トリビュートアルバム『800TRIBUTE -champloo is the BEST!!2-』 (2023年10月25日)に収録。
- ひーなー（鬼頭明里）&かーなー（ファイルーズあい） - テレビアニメ『沖縄で好きになった子が方言すぎてツラすぎる』エンディングテーマ。カバーシングル『「沖縄で好きになった子が方言すぎてツラすぎる」Cover Songs』(2025年2月12日)に収録。